# Horst Lohr
Horst Lohr (* 26. Februar 1938 in Hennersdorf) ist ein ehemaliger deutscher Endurosportler.

## Sportlicher Werdegang
Der gelernte Betriebsschlosser frisierte anfangs Motoren und baute Geländemaschinen für seine Clubkameraden des MC Zschopau. 1958 begann er seine aktive Fahrerlaufbahn und wurde 1961 Werksfahrer des VEB Motorradwerk Zschopau. Bei der 35. Internationalen Sechstagefahrt 1960 gehörte er zur DDR-Trophy-Mannschaft und holte eine Goldmedaille. Zusammen mit Günter Baumann, Peter Uhlig, Hans Weber, Bernd Uhlmann und Werner Salevsky gewann er 1963 im tschechoslowakischen Spindlermühle erstmals für die DDR die Six Days, die damals als inoffizielle Mannschafts-Weltmeisterschaft betrachtet wurden. In den Jahren 1964 in Erfurt, 1965 auf der Isle of Man und 1966 in Villingsberg konnte Lohr diesen Sieg mit dem DDR-Team wiederholen.
Bei der 41. und 42. Internationalen Sechstagefahrt war er Fahrer in der A-Mannschaft der DDR im Wettbewerb um die Silbervase, das Team erreichte jeweils den zweiten Platz in der Gesamtwertung. 1969 war nochmals Fahrer in der B-Mannschaft, das Team belegte in der Gesamtwertung Platz sieben.